# آنتونینا کریووشاپکا
آنتونیا کریووشاپکا (روسی: Антонина Владимировна Кривошапка؛ زادهٔ ۲۱ ژوئیهٔ ۱۹۸۷) دونده اهل روسیه بود.